# Nofret II

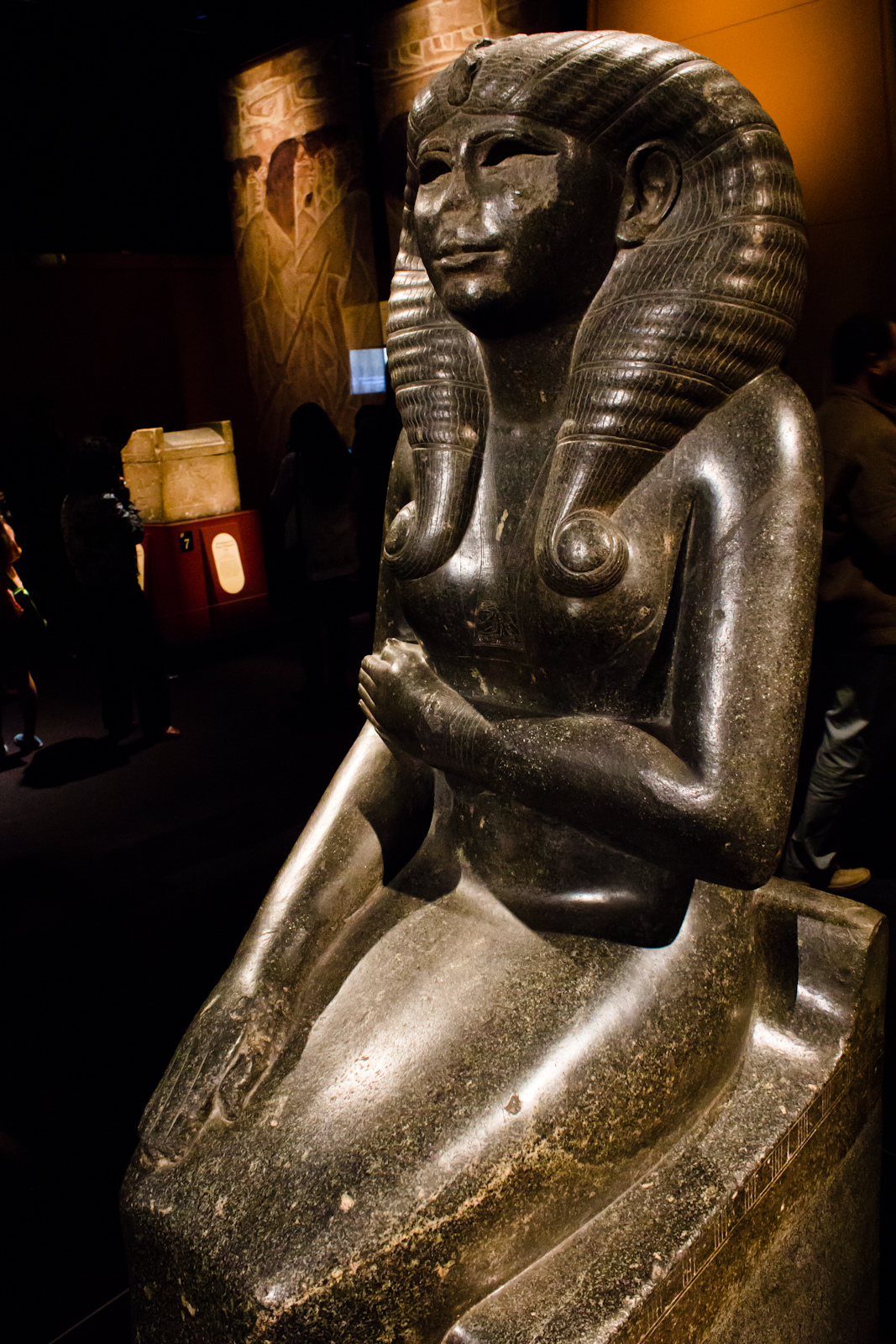
Bức tượng bằng granite đen của Nofret (Bảo tàng Ai Cập)

Nofret II (Người đẹp) là một vương hậu sống vào thời kỳ Vương triều thứ 12 trong lịch sử Ai Cập cổ đại.

## Thân thế
Nofret II được cho là một người con gái của pharaon Amenemhat II, mặc dù không có bằng chứng xác thực cho điều này. Nếu vậy, cũng như người chị em Khenemetneferhedjet I, bà đã kết hôn với người anh em là pharaon Senusret II. Hai người vợ khác của Senusret, Khenmet và Itaweret, cũng là những người chị em với họ.
Nofret chỉ được biết qua 2 bức tượng bằng đá granite đen của bà, được tìm thấy tại Tanis, hiện đang ở Bảo tàng Ai Cập. Trên đó có khắc các danh hiệu của bà: "Con gái của Vua", "Vương quyền vĩ đại", "Người phụ nữ của hai vùng đất". Tuy nhiên, bà lại không được gọi là "Vợ của Vua" nên Silke Roth cho rằng, Nofret là một người con gái hơn là một người vợ của Senusret II.